# Nazionale maschile di pallacanestro di Cipro
La nazionale maschile di pallacanestro di Cipro (Εθνική ομάδα καλαθοσφαίρισης Κύπρου) rappresenta Cipro nelle competizioni internazionali maschili di pallacanestro gestite dalla FIBA. È sotto il controllo della Federazione cestistica di Cipro.

## Storia
Affiliata alla FIBA nel 1972, la nazionale cipriota è stata finalista per due volte alla Promotion Cup nel 1990 e nel 1994. È migliorata di molto negli anni recenti ed ha più volte vinto il torneo di pallacanestro dei giochi dei piccoli stati di Europa.
Attualmente partecipa al Campionato Europeo di Division B. La rappresentativa cipriota è stata presente alle Universiadi nel 2005, dove si è classificata ventiseiesima su trenta nazioni partecipanti.

### Qualificazioni Europei 2013
Nell'agosto 2012 partecipa per la prima volta nella sua storia alle qualificazioni per il Campionato europeo in Slovenia e viene inserita nel gruppo C, con Ucraina, Croazia, Austria e Ungheria.
All'esordio Cipro perde nei tempi supplementari contro l'Austria per 86 a 89 sul parquet del Athlitiko Kentro Eleftheria di Nicosia, davanti a 500 spettatori.
Nella seconda giornata, Cipro subisce una sconfitta contro la Croazia, che si impone al Gradski Sportski Center di Macarsca per 93 a 38. Non va meglio contro l'Ucraina a Nicosia, dove Cipro perde per 47 a 68. Nella quarta giornata contro l'Ungheria, un'altra sconfitta, questa volta per 77 a 64. Nel girone di ritorno delle qualificazioni, Cipro perde subito con l'Austria per 77 a 52 e in successione con Croazia 49 a 98, Ucraina 69 a 51 e Ungheria 58 a 63, chiudendo così all'ultimo posto con zero punti.

## Nazionali giovanili
- Selezioni giovanili della nazionale maschile di pallacanestro di Cipro